# Chemin des Cantons
Le Chemin des Cantons est une route touristique de la région touristique des Cantons-de-l'Est au Québec.

## Histoire et géographie
Dans les années 1700 et 1800, des Loyalistes, des Irlandais et des Écossais, ont bâti les premiers villages de la région des Cantons-de-l'Est.
Le chemin des Cantons s'étend sur 430 km et parcourt les régions de Brome-Missisquoi, Le Haut-Saint-François, Sherbrooke, Coaticook, La Haute-Yamaska, Le Val-Saint-François, Les Sources et Memphrémagog.
Le chemin des Cantons peut se commencer et se terminer n'importe où dans le parcours. Dans chacun des territoires, beaucoup d'attraits sont à la disposition des promeneurs.

## Territoires traversés par la route et leurs attraits

### Le Val-Saint-François
Le chemin commence dans la municipalité régionale de comté (MRC) du Val-Saint-François, plus précisément à Ulverton dont le nom était à l'origine Tilverton[réf. nécessaire]. Il est possible d'y admirer la maison Wadleigh, l'église unie d'Ulverton et l'auberge de l'Américain Webber Reed.
Des panneaux d'interprétation sont situés devant le Centre communautaire et donnent aux visiteurs plus d'information sur l'architecture des résidences ainsi que sur les vagues de peuplement qu'a connues la région.
La route se poursuit dans le Val-Saint-François en passant par Richmond qui fait partie des plus anciennes villes de la région. Son nom est à l'origine du Gouverneur général de la colonie, qui était un producteur d'ardoises et de briques.[réf. nécessaire] On peut d'ailleurs y visiter le Centre d'interprétation de l'ardoise et le Centre d'art de Richmond.

### Les Sources

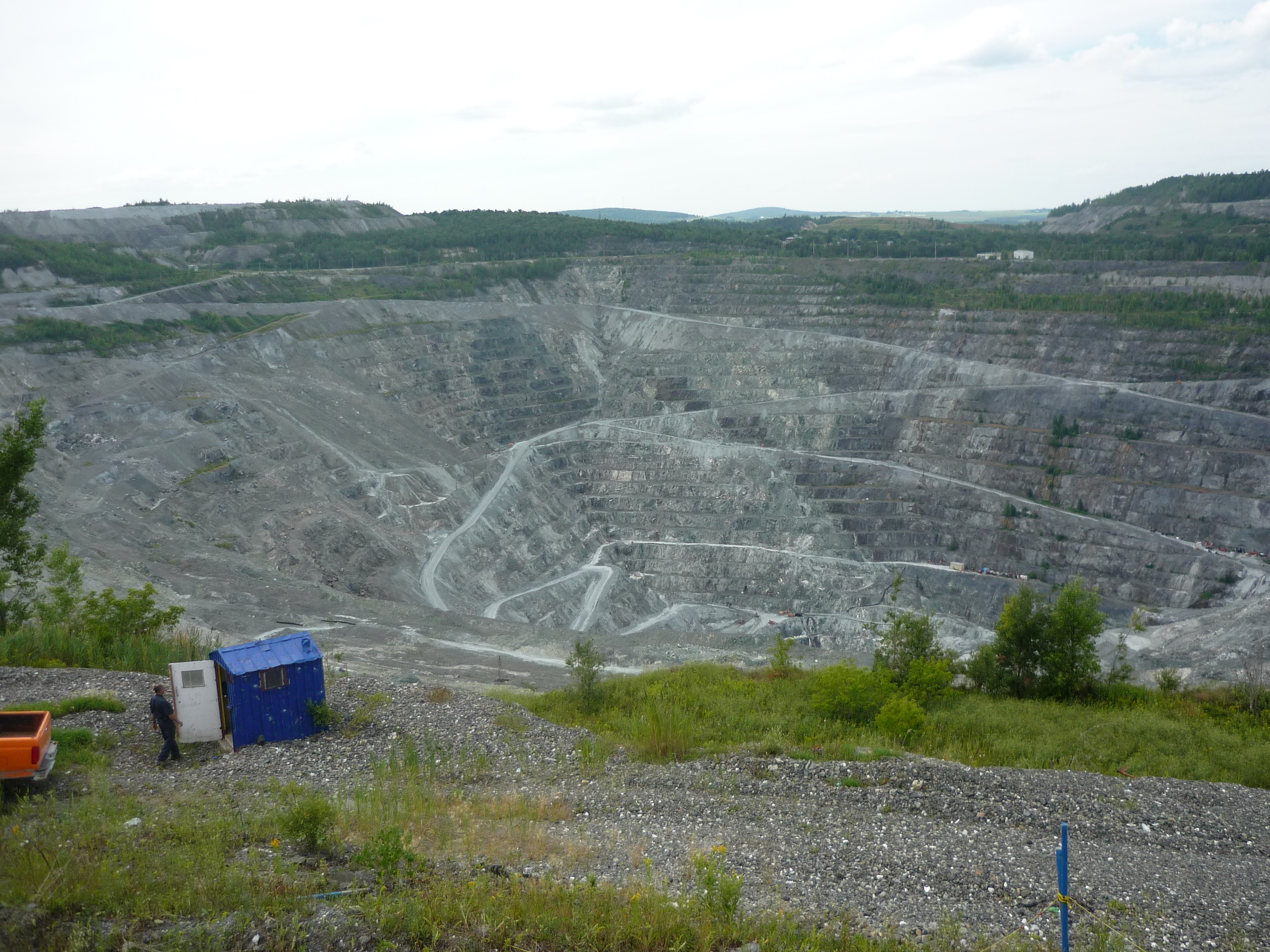
La mine Jeffrey à Asbestos

La MRC de Les Sources est le deuxième point de la route. Ses sept municipalités offrent une vue imprenable sur les lacs, les rivières, les montagnes et les champs. Des Américains sont parmi les premiers à s’installer sur ces terres, suivi de Britanniques, d'Irlandais et d'Écossais.[réf. nécessaire]
Danville est l'un des plus beaux villages de cette MRC. L'arrivée du chemin de fer dans cette municipalité lui a permis une ouverture sur le monde. Plusieurs personnalités ont vu le jour dans cette région, dont Mack Sennett et Daniel Johnson (père).
Les trois chemins patrimoniaux, rouge, jaune, vert, offrent une très bonne visibilité sur les 66 bâtiments patrimoniaux, culturels et historiques. Beaucoup d'attraits se dressent sur le chemin que les voyageurs emprunteront comme des galeries d'art, marchés publics, restaurent et magasins spécialisés.
Asbestos est la capitale nationale de l'amiante et on y trouve le plus grand gisement à ciel ouvert au monde. La halte du camion, ouverte aux visiteurs, situé à la mine Jeffrey offre la vue d'un énorme camion de 200 tonnes couleur orange.
En plus d'expliquer l'histoire de la mine, à la vitrine minéralogique et d'histoire on peut aussi observer et se renseigner sur les produits dérivés de la mine de Jeffrey et la collection de minéraux. De plus, une plate-forme d'observation permet de plonger du regard dans le puits minier profond de 350 mètres et ayant un diamètre de 2 km.
En continuant son parcours, le touriste arrive dans le village de Saint-Camille. L'architecture de la municipalité camilloise démontre une part d'héritage anglophone bien que ce soit l'un des premiers villages francophones de l'Est de l'Estrie.
Le P'tit Bonheur de Saint-Camille est un centre culturel et communautaire situé dans l'ancien magasin général de la municipalité. Il a été ouvert en 1988 et présente des spectacles, des festivals et des expositions. On y propose plusieurs services à la communauté, dont des repas et de la formation. Depuis 2009, les Concerts de la Chapelle offrent une série de concerts classiques, d'abord au sanctuaire Saint-Antoine, construit en 1900, puis au Centre le Camillois situé dans l'ancienne église du village.

### Le Haut-Saint-François
Faite en cantons et de paysages montagneux, Dudswell est la première municipalité de la MRC du Haut-Saint-François divisée en deux parties. À Marbleton, on peut trouver La Maison de la culture de Dudswell qui offre plusieurs activités culturelles et touristiques. Et à Bishopton, un panneau d'interprétation est installé devant l'église pour les touristes, afin qu'ils en apprennent plus sur l'histoire de cette ville champêtre.
Dans la municipalité de Bury, il est possible d'apercevoir plusieurs résidences de toutes sortes provenant d'une autre époque. Plus précisément dans le cœur villageois, sur la rue Main. De plus, une exposition militaire extérieure raconte ce volet historique des Buryens, habitants de cette municipalité.
À Cookshire-Eaton, le parc des Braves est l'endroit où les touristes devraient aller pour en apprendre plus sur l'histoire de cette ville, car il y a plusieurs panneaux d'interprétation donnant beaucoup d'information sur le patrimoine local. Le musée d'Eaton Corner explique en détail l'arrivée des premiers colons dans cette région.

### Sherbrooke

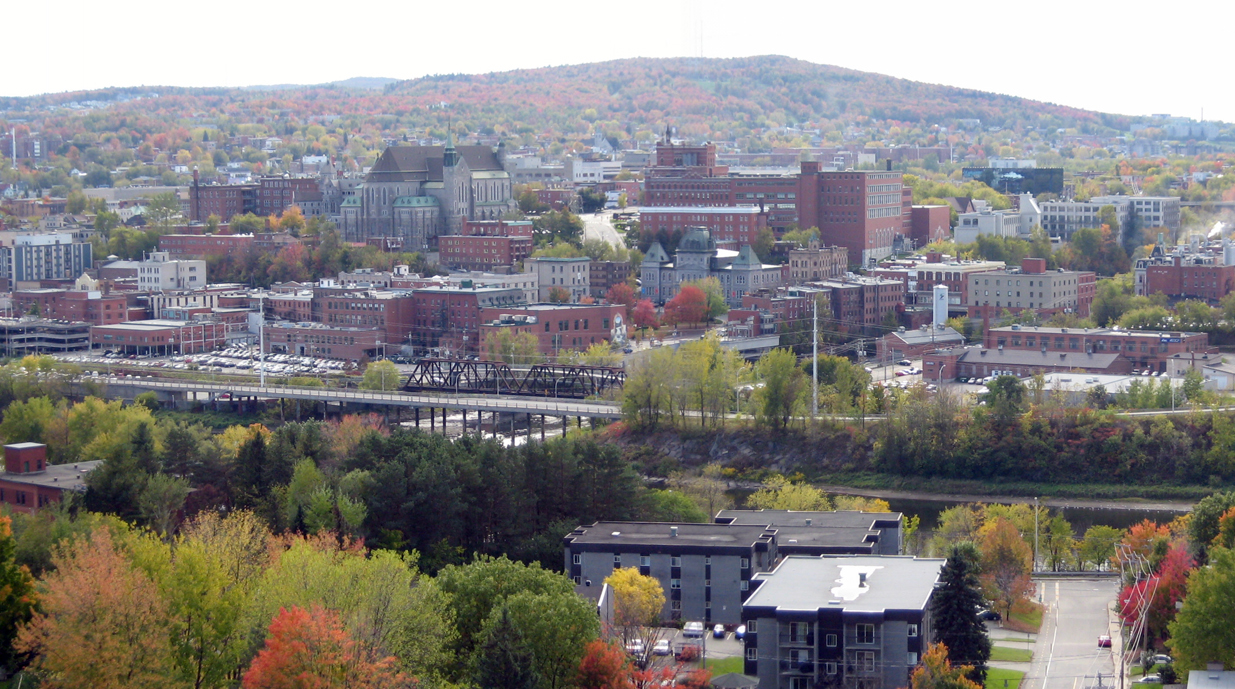
Centre-ville de Sherbrooke

Le centre-ville de Sherbrooke abrite plusieurs vieilles maisons et vieux édifices qui font partie de l'héritage patrimonial, tels que l'hôtel de ville de Sherbrooke, qui est un bâtiment datant des années 1900 de style Second Empire, qui sert maintenant pour les bureaux de l'administration de Sherbrooke.
Le Théâtre Granada, classé par la Commission des lieux et monuments historiques du Canada, est un théâtre d'atmosphère qui offre spectacles depuis 1929.
Les promeneurs peuvent aussi observer le Vieux-Nord et ses maisons victoriennes dont environ 70 % ont été construites dans les années 1870 et 1910, ainsi qu'une ancienne synagogue construite au XVIIe siècle.

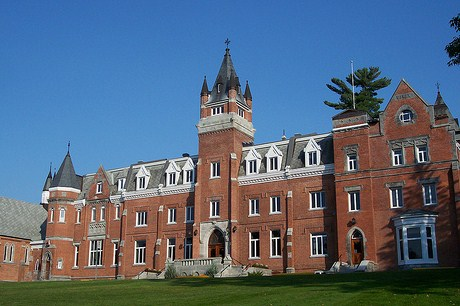
Édifice McAgnew de l'Université Bishop's de Lennoxville.

Le parcours se poursuit dans l'arrondissement de Lennoxville. Les points d'intérêts principaux de la ville sont, Bishop's College School, qui semble être le plus vieil établissement scolaire de l'arrondissement de Lennoxville, l'Université Bishop's et le Collège Champlain, le Centre de recherche et de développement de Sherbrooke, le Golden Lion Pub and Brewery et le Centre culturel et du patrimoine Uplands. Le chemin Moulton Hill permet d'observer la vallée de la rivière Saint-François.
Le Réseau des Grandes-Fourches est le parcours idéal pour les amateurs de vélo. Il traverse l'arrondissement de Lennoxville sur 15 km.

### Coaticook

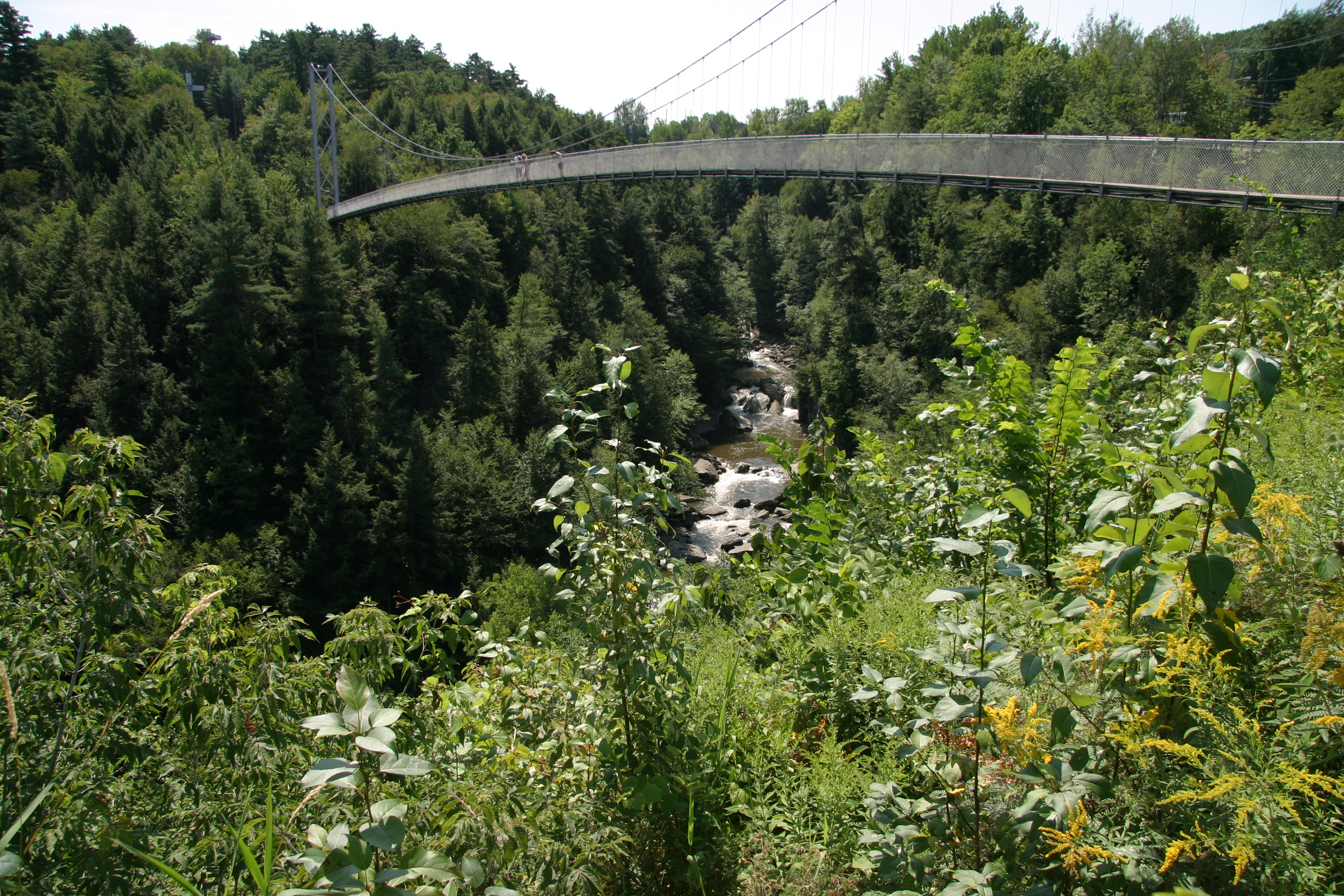
Le pont suspendu de Coaticook

Le paysage de la MRC de Coaticook est composé de collines et de monts et s'étend sur plus de 1 000 km2. Le premier point d'arrêt de Coaticook est Milby (située dans Waterville) où il est possible d'observer plusieurs églises et écoles au charme de la Nouvelle-Angleterre, le pont couvert de Milby ainsi que le moulin d'Huntingville.
Ensuite, en passant par Compton, les voyageurs pourront s'arrêter à l'église St-James the Less, qui est en fonction depuis 1886 et le Lieu historique national du Canada Louis-S.-St-Laurent.
Appelée la Perle des Cantons-de-l'Est, la ville de Coaticook est le prochain point d'arrêt pour les touristes ou ils pourront visiter la ferme du plateau avec sa grange ancestrale et le musée Beaulne.

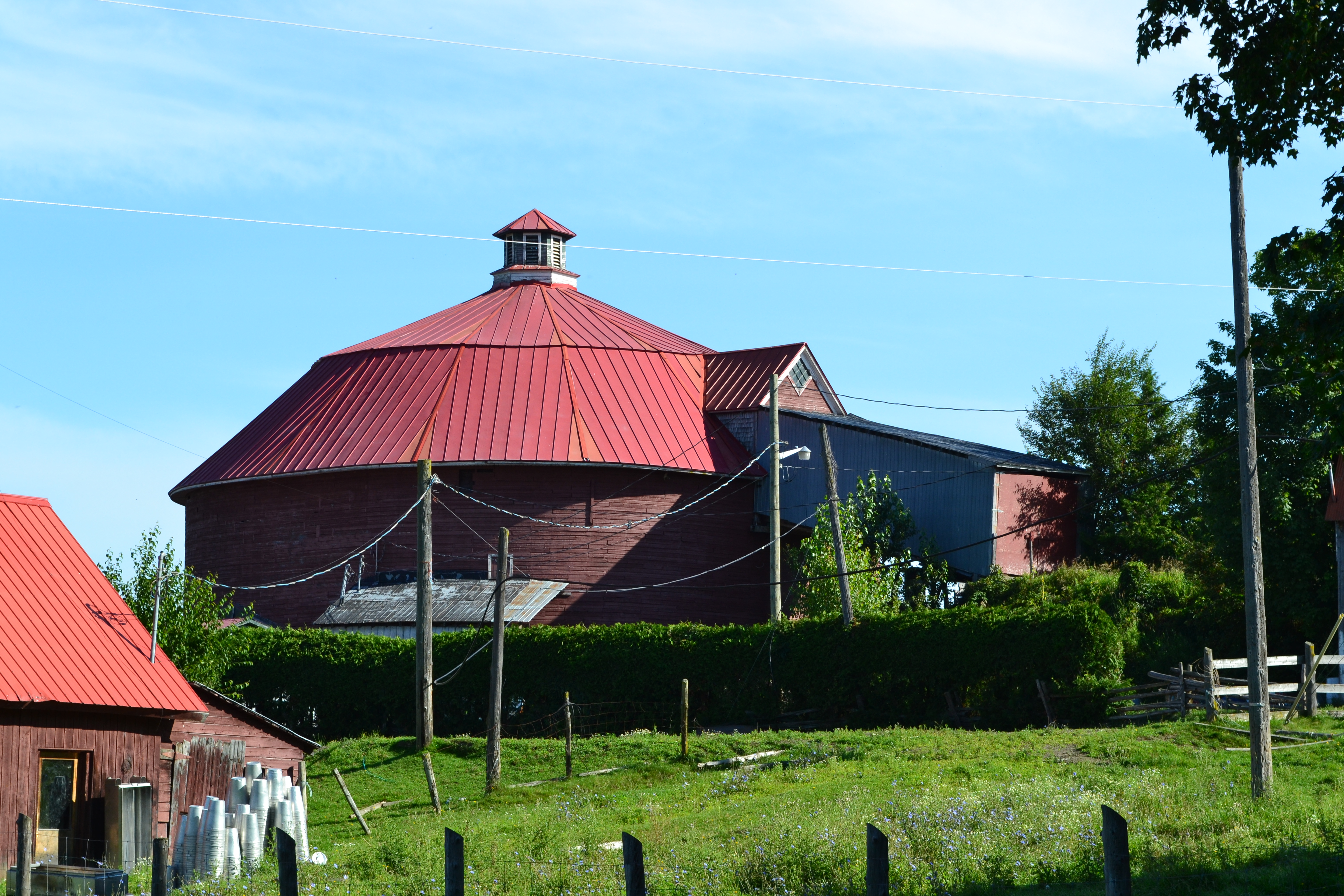
Grange ronde Holmes à Barnston-Ouest

À Barnston-Ouest, les voyageurs pourront observer la grange ronde Holmes construite en 1907 par le grand-père de Stanley Holmes, ainsi que trois églises en bois avec toit en tôle.

### Memphrémagog

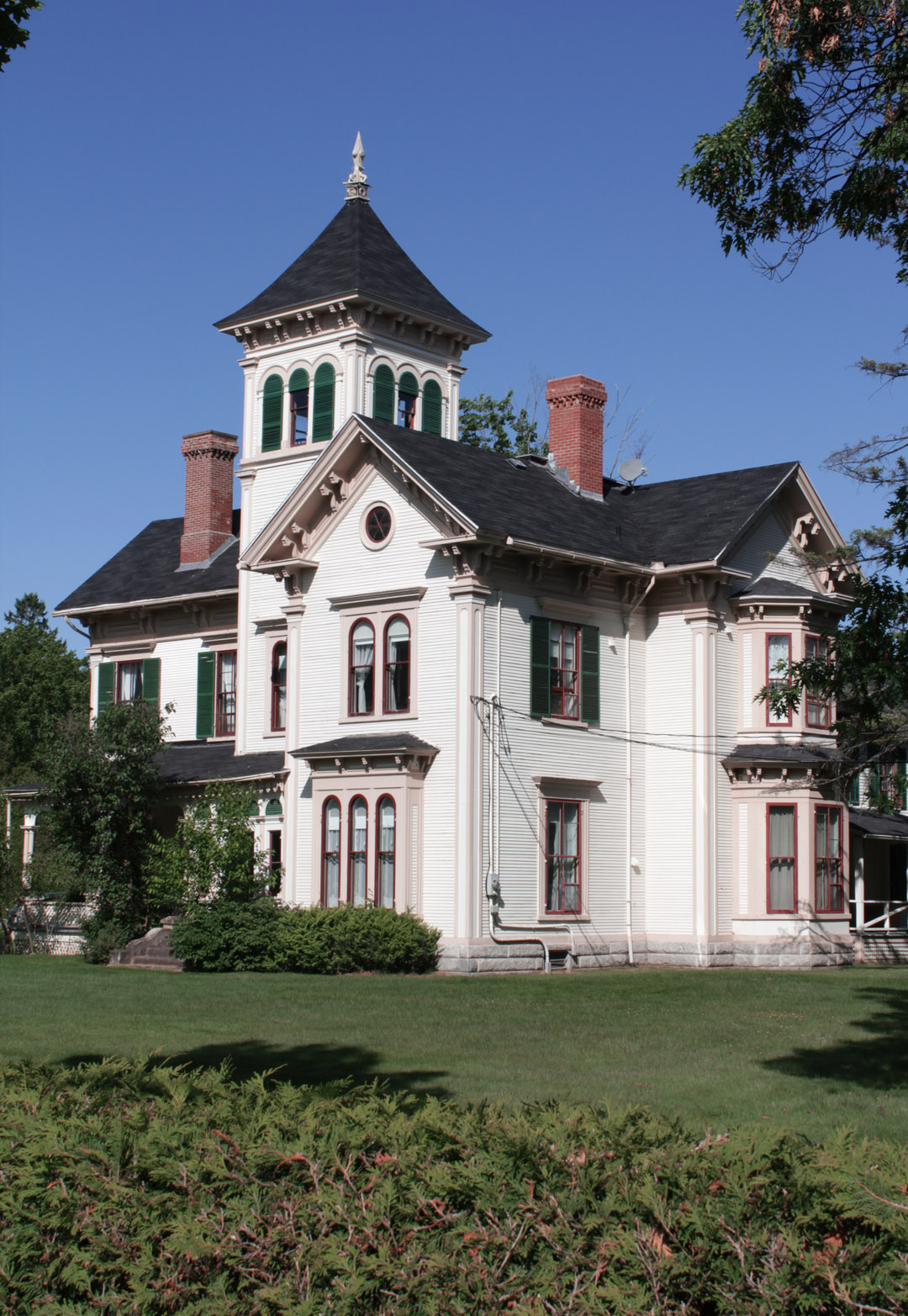
La maison Butters à Stanstead

Stanstead, première ville où passe la route dans la MRC de Memphrémagog, est réputée pour ses édifices de styles divers qui datent de plusieurs siècles, dont le Stanstead College, érigé en 1872. Les touristes qui désirent en savoir plus sur cette maison d'enseignement peuvent bénéficier d'une visite guidée en période estivale.
La Bibliothèque et salle d'opéra Haskell est un autre monument important de Stanstead puisqu'il est construit sur la frontière qui sépare le Canada et les États-Unis, ce qui fait que la salle et la scène ne sont pas dans le même pays.
En passant par Georgeville, les promeneurs peuvent admirer de nombreux bâtiments faisant partie du patrimoine tels que l'église anglicane Saint-Georges, le magasin général, le jardin des pionniers, l'auberge McGowan et le cimetière Bullock.
North Hatley offre la possibilité de parcourir à pieds un chemin donnant la vue sur 39 points d'intérêt dans ce village pittoresque tels que des églises et de petits commerces.
Magog, anciennement appelé The Outlet, attire beaucoup de touristes avec ses nombreux attraits et visites guidées. En effet, une visite gratuite avec audio-guides fait traverser le touriste à travers les trois quartiers les plus anciens du Magog urbain. En plus des commentaires sur l'architecture, le promeneur peut entendre les récits de trois écrivains de la région.
Le centre d'arts visuels de Magog est composé d'une galerie d'art et d'un musée, le seul au Canada présentant exclusivement de l'art naïf. La Maison Merry, propriété des descendants des fondateurs de la ville jusqu'à tout récemment, offre une exposition permanente sur l'historique de la région.

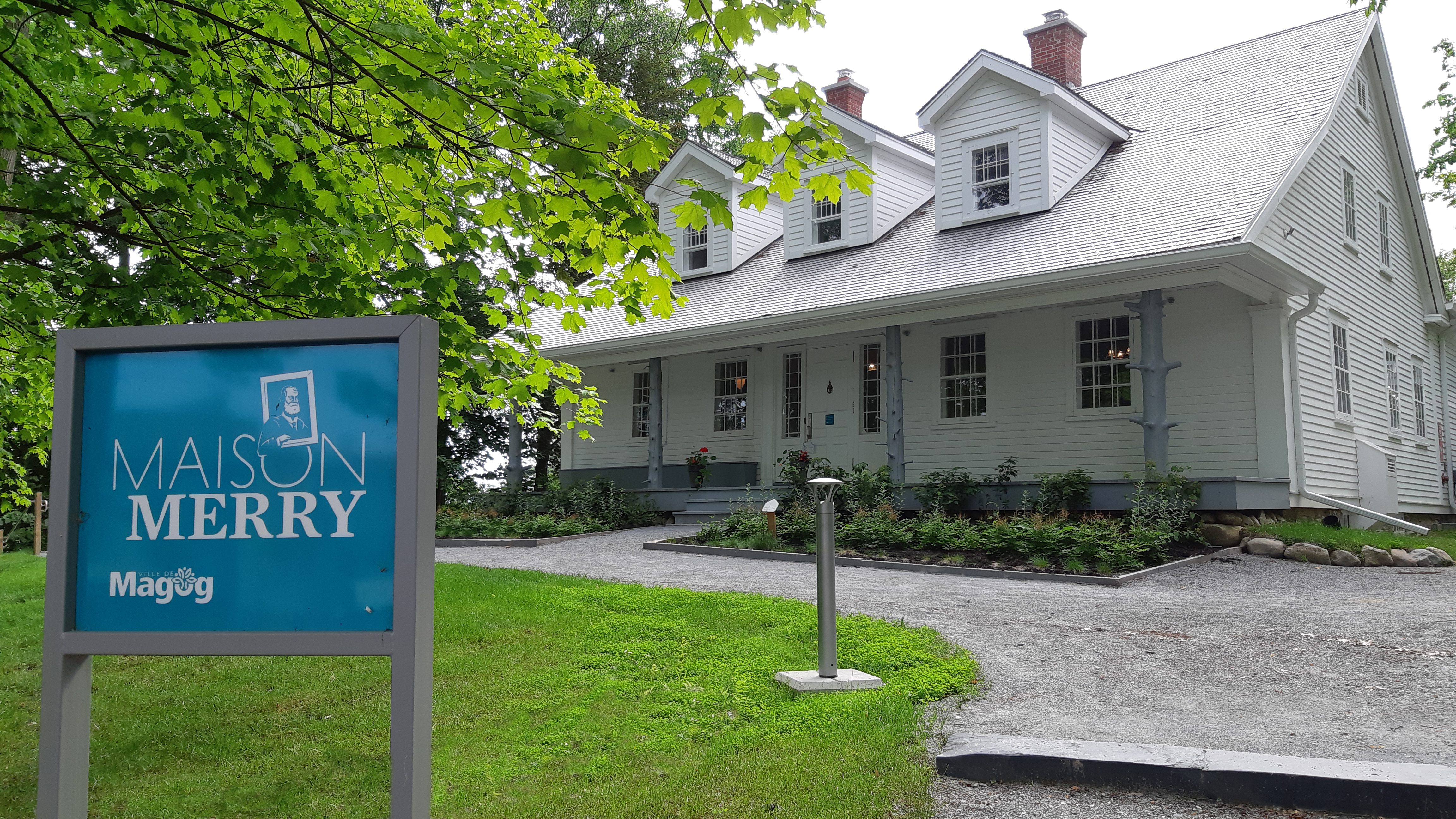
Maison Merry à Magog en Estrie

La municipalité de Bolton-Est est située dans la vallée de la rivière Missisquoi, dans le corridor appalachien. Ce petit coin est réputé pour ses paysages, ses lacs et marécages, ses montagnes et l'importance de son patrimoine historique. Le circuit patrimonial, empiétant sur le chemin des Cantons, donne la vue sur des monuments qui ont beaucoup de vécu, comme l'église Saint-Patrick et l'église Unie à Bolton-Centre ainsi que Holly Trinty Church et l'école South-Bolton à Bolton-Sud.
À Potton, appelé autrefois Mansonville, il est possible pour les touristes de visiter certains monuments. Parmi ceux-ci on peut trouver la maison Manson construite en 1875 et la grange ronde de Mansonville, celle-ci érigée en 1912.

### Brome-Missisquoi

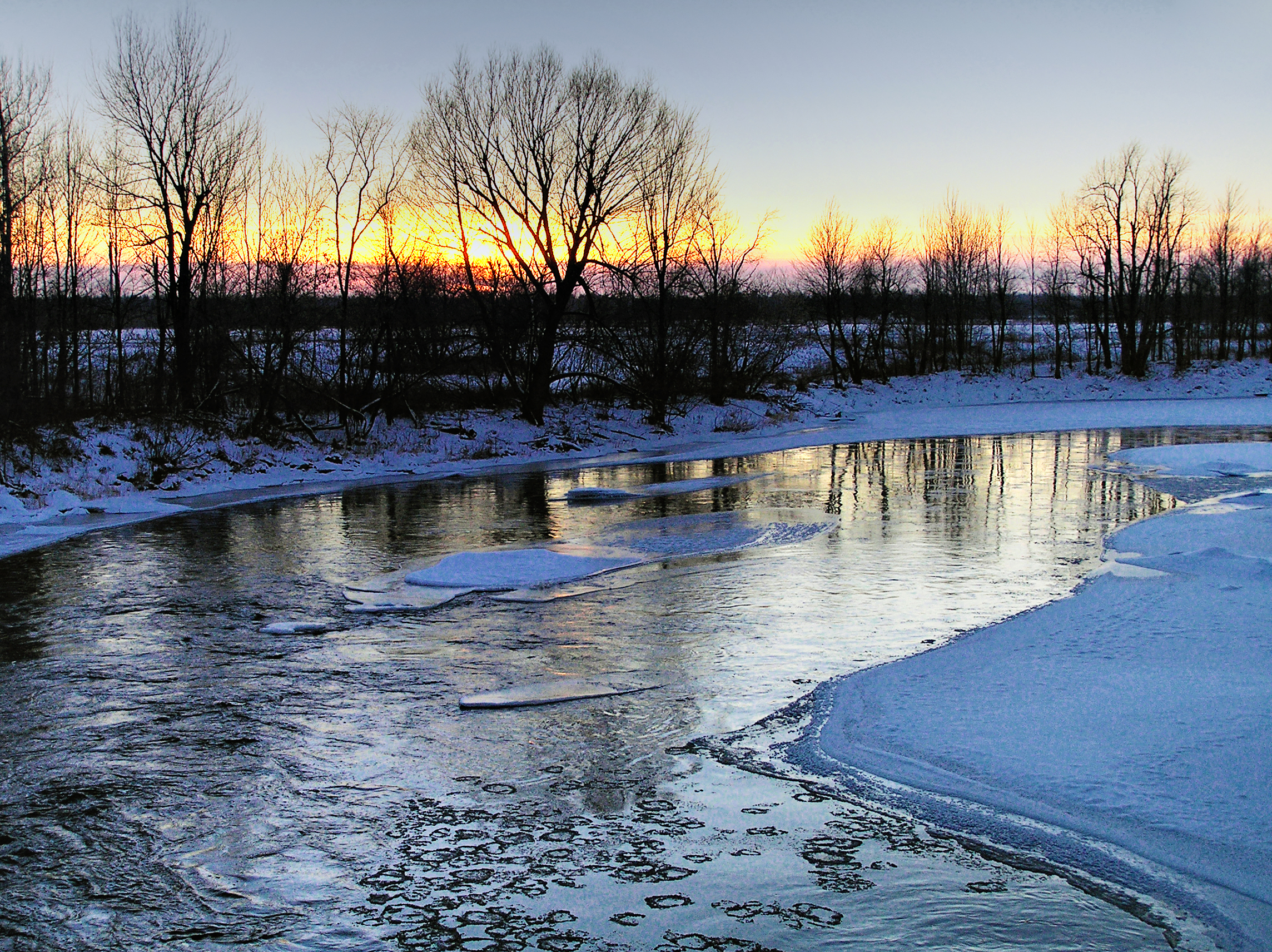
La rivière Yamaska traverse plusieurs municipalités de Brome-Missisquoi et de La Haute-Yamaska

L'avant-dernier territoire du chemin des Cantons est Brome-Missisquoi. Ce coin de pays est beaucoup visité pour ses forêts, ses montagnes, ses plans d'eau, ses terres agricoles et par-dessus tout, ses bâtiments patrimoniaux.
En effet, quatre églises, trois magasins généraux et l'hôtel de ville font la réputation de Sutton. Le musée des communications et d'histoire de Sutton peut être un endroit de prédilection pour ceux qui souhaiteraient en apprendre plus sur cette municipalité.
Le chemin se dirige ensuite à la ville de Lac-Brome. L'attrait vedette de cette ville rurale, qui conserve toujours son patrimoine, est la Société historique du comté de Brome. On y trouve cinq maisons historiques, un avion de la Première Guerre mondiale (Fokker D.VII) faisant partie de la collection militaire, ainsi que la reconstitution d'une cour de justice et d'un magasin général de l'époque.
Le chemin bifurque vers la Haute-Yamaska, pour retourner vers Brome-Missisquoi, à Bromont, une communauté qui regorge d'histoire et de maisons patrimoniale. Il est d'ailleurs possible de trouver la majorité d'entre elles dans le village d'Adamsville et le village de West Shefford.

### Haute-Yamaska

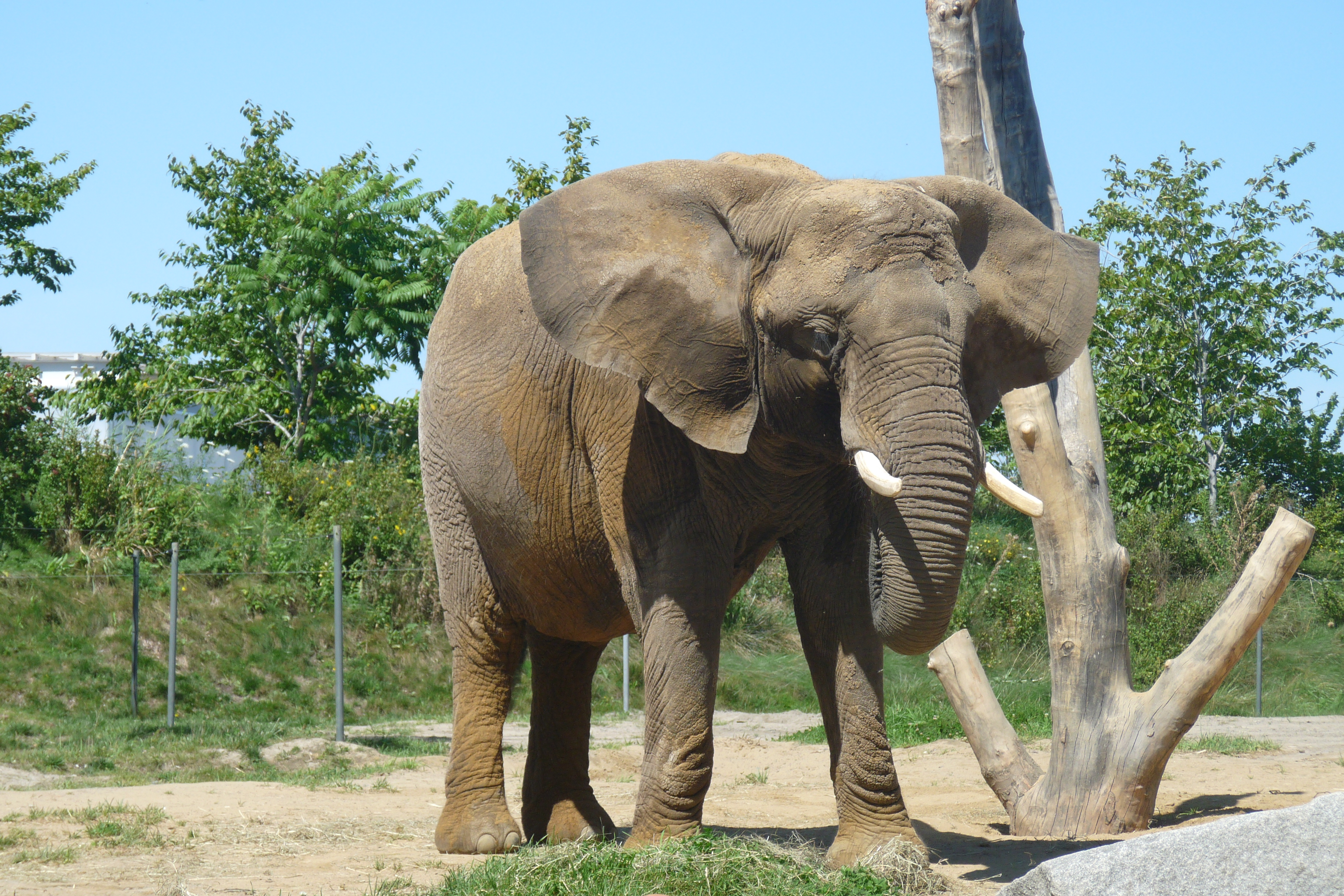
Éléphant d'Afrique au Zoo de Granby

La maison de la culture de la Haute-Yamaska, située à Waterloo, était à l'origine une église qui a été, au cours des années, achetée par des francs-maçons pour être transformée en temple, abandonnée et enfin repêchée pour devenir une salle de concert.
À Granby les points d'intérêts principaux du chemin pour cette région est le Flâneur Curieux, trois circuits culturels avec audio-guides et le circuit patrimonial. Le Zoo de Granby est l'attrait le plus visité, avec plus d'un 800 000 visiteurs en 2018.